# Lampedusa e Linosa
Lampedusa e Linosa este o comună de 6.299 de locuitori în provincia Agrigento, regiunea Sicilia, Italia.
Insulele Lampedusa și Linosa, împreună cu insula Lampione, fac parte de arhipelagul Insulelor Pelagie.
Din punct de vedere geografic arhipelagul face parte de continentul african.

## Demografia
Lampedusa e Linosa - evoluția demografică

|  | Graficele sunt indisponibile din cauza unor probleme tehnice. Mai multe informații se găsesc la Phabricator și la wiki-ul MediaWiki. |

Date: Recensăminte sau birourile de statistică - grafică realizată de Wikipedia

## Orașu înfrățite
- Bassano del Grappa, Italia
- - We`a, Djibouti